# Bremner River
Der Bremner River ist ein 64 Kilometer langer linker Nebenfluss des Copper Rivers im zentralen Süden des US-Bundesstaats Alaska.

## Geographie

### Verlauf
Der Bremner River entsteht am Zusammenfluss von North Fork und Middle Fork Bremner River in den Chugach Mountains im Wrangell-St.-Elias-Nationalpark. Er fließt in westlicher Richtung durch die Chugach Mountains. Unterhalb des Threemile Canyon mündet der South Fork Bremner River von links in den Fluss. Weiter talabwärts mündet der Little Bremner River von rechts in den Bremner River. Dieser biegt kurz vor dem Ostufer des Copper River nach Süden ab und mündet erst 16 Kilometer weiter südlich in den Copper River. 

### Zuflüsse
Der 32 Kilometer lange North Fork Bremner River wird von der North-Fork-Gletscherzunge des Bremner-Gletschers gespeist. Er fließt 25 Kilometer in westlicher Richtung und biegt auf den letzten Kilometern nach Süden ab, bevor er sich mit dem Middle Fork Bremner River vereinigt. Auf dem unteren Flussabschnitt durchfließt der North Fork Bremner River den Twelvemile Canyon.
Der Middle Fork Bremner River bildet den südlichen Quellfluss des Bremner River. Er entsteht unterhalb der Middle-Fork-Gletscherzunge des Bremner-Gletschers und fließt 25 Kilometer bis zur Vereinigung mit dem North Fork Bremner River.
Der South Fork Bremner River mündet 19 Kilometer unterhalb der Vereinigung von North Fork und Middle Fork in den Bremner River. Der South Fork Bremner River ist 23 Kilometer lang und wird vom Fan-Gletscher gespeist.

## Name
Benannt wurde der Fluss 1885 von Henry Tureman Allen nach John Bremner, einen Goldsucher, der im Jahr zuvor den Copper River bereist hatte. Allen dokumentierte auch Tetahena als Bezeichnung der Ureinwohner für den Fluss.